# Cyberknife
 (juin 2013).
Le système de radiochirurgie robotisée CyberKnife (CyberKnife Robotic Radiosurgery System), commercialisé par la société Accuray, permet de traiter des tumeurs, cancéreuses ou non, dans tout le corps, notamment du cerveau, du rachis, du poumon, de la prostate, du foie et du pancréas. Le traitement consiste en l'administration à la tumeur d'une dose élevée de rayons sous forme de faisceaux avec une grande précision.

## Principe de fonctionnement
Dans le domaine de la radiothérapie oncologique, le système de radiochirurgie robotisée CyberKnife (CyberKnife Robotic Radiosurgery System) est un système de radiochirurgie. Il s'agit d'un accélérateur miniaturisé de 6 MeV possédant un bras robotisé avec 6 axes de liberté (translation/rotation).
Cette technique de radiothérapie stéréotaxique robotisée permet de préserver au maximum des tissus sains environnants grâce notamment au guidage par imagerie médicale et robotique qui permet un contrôle et une correction en temps réel des mouvements du patient et de la tumeur. On parvient à obtenir une précision millimétrique.

## Historique

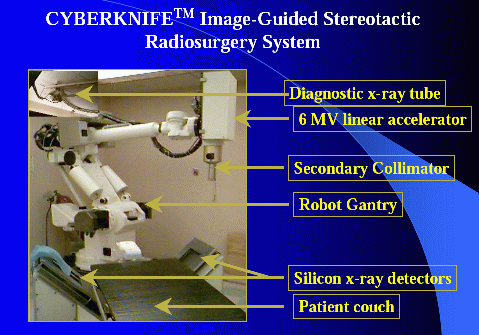

L'histoire d'Accuray commence en 1987 lorsque John R. Adler (en), professeur de neurochirurgie et de radiothérapie au centre médical de l'université de Stanford, met au point le système CyberKnife après une collaboration en Suède avec Lars Leksell, le fondateur de la radiochirurgie. Ce concept visait un objectif allant au-delà de la pratique de la radiochirurgie de l'époque, qui se limitait au traitement des tumeurs intracrâniennes.
Après avoir mis au point le système CyberKnife, le professeur Adler, assisté par une équipe de Stanford, s'est rapproché d’un fabricant d'accélérateurs linéaires pour fonder Accuray Incorporated en 1990. Homologué par la FDA pour le traitement des tumeurs de la tête, du cou et de la partie supérieure de la colonne vertébrale en 1999, le système CyberKnife a été le premier et le seul système de radiochirurgie commercialisé à associer guidage par imagerie et robotique assistée par ordinateur.
En 2001, Accuray a reçu le feu vert de la FDA pour apporter des améliorations au système CyberKnife pour le traitement des tumeurs partout dans le corps. Contrairement aux systèmes de radiochirurgie conventionnels, capables de traiter uniquement les tumeurs de la tête et du cou, le système CyberKnife a été homologué pour le traitement des tumeurs intra- et extracrâniennes. De plus, le système CyberKnife ne nécessite l'utilisation d'aucun cadre stéréotaxique invasif pour stabiliser les mouvements du patient.
Accuray a installé 244 systèmes CyberKnife dans le monde et un grand nombre d'articles scientifiques soutiennent son utilisation clinique.
Ce robot médical est vendu par la société Accuray, dont le siège est situé à Sunnyvale en Californie.
Le 26 Juin 2020 Accuray a annoncé la commercialisation du système CyberKnife® S7™. Le CyberKnife® S7™ allie vitesse, précision avancée et suivi du mouvement en temps réel grâce à l'intelligence artificielle. Il permet aussi une synchronisation de tous les traitements de radiochirurgie stéréotaxique (SRS) et de radiothérapie corporelle stéréotaxique (SBRT).

## Le CyberKnife en France
- Dans les CHU :
  - CHU de Tours (2010)[5]
  - CHU d'Amiens (2016)[6]
  - Hôpital Européen Georges Pompidou de Paris (2016)[7]
  - CHU de Bordeaux (2018)[8]
  - CHU de Poitiers (2018)[9]
  - CHU de Marseille hôpital Nord (2020)[10]
  - CHU de Grenoble (2025)

- Dans les centres de lutte contre le cancer[11]:
  - Centre François-Baclesse de Caen (2012)[12]
  - Centre Oscar-Lambret, Lille[13] de Lille a traité son premier patient le 14 juin 2007.
  - Centre Léon-Bérard de Lyon
  - Institut Paoli-Calmettes de Marseille
  - Institut de cancérologie de Lorraine de Nancy (2007)[14]
  - Centre Antoine-Lacassagne de Nice[15] (2006).
  - Centre Eugène-Marquis de Rennes (2014)[16].
  - Institut Gustave-Roussy de Villejuif

- Dans les établissements privés :
  - Institut de radiothérapie et de radiochirurgie Hartmann à Levallois-Perret[17]
  - Hôpital Clairval à Marseille (2015)[18]
  - Le centre Léonard-de-Vinci à Douai (2016)[19]
  - Le centre de radiothérapie Joliot-Curie à Saint-Martin-Boulogne[20]
  - La polyclinique Bordeaux-Nord-Aquitaine à Bordeaux[21]
  - Centre de radiothérapie de Ris-Orangis (2020)[22]
  - Centre de Cancérologie du Grand Montpellier (2019) à Montpellier - Clinique Clémentville [23]
  - Centre de Cancérologie de la Sarthe (Le Mans, 2022)[24]
  - Clinique Sainte Anne (Strasbourg, 2024) [25]